# Glenea paralambi
Glenea paralambi là một loài bọ cánh cứng trong họ Cerambycidae.